# Sandro Resegotti
Sandro Resegotti (Milánó, 1966. január 25. –) világbajnok olasz párbajtőrvívó.